# 班距
班距又稱班次，是指巴士、鐵路、渡輪等公共交通系統計算服務時間的一種方式。每一班次相隔的時間，可以分鐘、小時為單位。
由於巴士受路面因素影響較多，故為了確保班次準確，部份路線會設立定時點，巴士停站後需等待到某個特定時間才開出。同样的，巴士也有可能晚点，导致乘客不便。
著名公共交通规划师杰里特·沃克（Jarrett Walker）说过：“短的班距就是自由。”一条公交线路的班距如果在10分钟以下，晚点的影响也不会特别大。
例如:2024年8月，高雄新學年開學，幹線公車加密尖峰班距、捷運加密尖峰班次、217公車升級、紅56公車升級。